# Sistema de ligas de fútbol sala de Gibraltar
El sistema de ligas de fútbol sala de Gibraltar es el arquetipo mediante el cual se estructuran todas las ligas de este deporte en Gibraltar. Este diseño permite ordenar jerárquicamente, de acuerdo a su importancia, a todos los torneos de fútbol sala organizados por la Asociación de Fútbol de Gibraltar.
Actualmente existen tres divisiones activas dentro de la Liga de fútbol sala de Gibraltar. Anteriormente, entre las temporadas 2015-16 y 2016-17, existieron cuatro divisiones, pero la División 4 fue suprimida para la temporada 2017-18.

## Ligas de fútbol sala masculinas
|         | Liga                    | Equipos participantes                            | Ascensos                                         | Descensos                                        |
| ------- | ----------------------- | ------------------------------------------------ | ------------------------------------------------ | ------------------------------------------------ |
| Nivel 1 | División 1 de Gibraltar | 9 clubes (2017-18)                               | No existen                                       | 2 clubes                                         |
| Nivel 2 | División 2 de Gibraltar | 10 clubes (2017-18)                              | 2 clubes                                         | 2 clubes                                         |
| Nivel 3 | División 3 de Gibraltar | Desaparecido. Activo hasta la temporada 2017-18. | Desaparecido. Activo hasta la temporada 2017-18. | Desaparecido. Activo hasta la temporada 2017-18. |
| Nivel 4 | División 4 de Gibraltar | Desaparecido. Activo hasta la temporada 2016-17. | Desaparecido. Activo hasta la temporada 2016-17. | Desaparecido. Activo hasta la temporada 2016-17. |

#### División 1
La División 1 es la categoría más alta del fútbol sala en Gibraltar. El campeón de este torneo se clasifica para la Copa de la UEFA de Fútbol Sala desde la temporada 2013-14. El extinto Gibraltar Scorpions fue el primer club en debutar en dicha competición internacional en la temporada 2014-15 y Lynx es el club que más veces ha participado de él. Durante las temporadas 2013-14, 2014-15 y 2015-16 el torneo estuvo integrado por ocho clubes. En la temporada 2015-16 el torneo implementó un sistema de eliminación directa (al final de la temporada) con los cuatro primeros clasificados de la tabla de posiciones para definir al campeón. En la temporada 2016-17 la División estuvo conformada por tan solo seis clubes por lo que jugaron, entre sí, 3 rondas bajo el sistema de todos contra todos. En la temporada 2017-18 la División está integrada por nueve clubes. 
Desde la temporada 2014-15 el campeón se clasifica para jugar el Trofeo Luis Bonavia contra el campeón de la Rock Cup de esa misma temporada, este partido da inicio a la temporada siguiente.

#### División 2
La División 2 fue, inicialmente, la única división de ascenso que existió en Gibraltar, fue implementada durante principios los años 90. Con la adhesión de la Asociación de Fútbol de Gibraltar a la UEFA esta volvió a renacer. En la temporada 2013-14 estuvo integrada por al menos 16 clubes divididos en dos grupos de 8 clubes cada uno. En a temporada 2017-18 está integrada por 10 clubes.

#### División 3
La División 3 fue implementada, inicialmente, junto a la División 2 durante principios de los años 90. Durante dos temporadas seguidas (2015-16 y 2016-17) fue la penúltima División del Sistema de ligas, pero actualmente es el último nivel, tras la desaparición de la División 4.

#### División 4
La División 4 de Gibraltar fue creada en el 2015 dada la gran cantidad de clubes que se fundaron en Gibraltar. Tan solo permaneció activa durante dos temporadas ya que desapareció para la temporada 2017-18. 

### Sistema de competición
Todas las Divisiones se juegan por el formato de todos contra todos a lo largo de una temporada que empieza en octubre y termina en junio del año siguiente.  En cada División los clubes se enfrentan entre sí dos o más veces, al final de la temporada el club con la mayor cantidad de puntos se proclama campeón. Además los campeones y subcampeones de las Divisiones 2 y 3 (también 4 cuando existía) ascendían a la División superior. Por otro lado los dos últimos de las Divisiones 1 y 2 (también 3 cuando existía la División 4) descienden a la División inferior.

## Liga de fútbol sala femenina
La Asociación de Fútbol de Gibraltar anunció el inicio de una liga femenina para la temporada 2018-19.

## Copas de fútbol sala
|               | Torneo                | Equipos participantes | Edición más reciente | Campeón más reciente     |
| ------------- | --------------------- | --------------------- | -------------------- | ------------------------ |
| Supercopa     | Trofeo Luis Bonavia   | 2 equipos (2017).     | Edición 2017         | Lynx                     |
| Copa nacional | Futsal Rock Cup       | 32 equipos (2017)     | Edición 2017         | Glacis United            |
| División 2    | Copa de la División 2 | 10 equipos (2017)     | Edición 2017         | St. Joseph's South Trade |
| División 3    | Copa de la División 3 | 10 equipos (2017)     | Edición 2017         | Red Imps Lek Bangkok     |
| División 4    | Copa de la División 4 | 10 equipos (2017)     | Edición 2017         | Bavaria                  |

#### Trofeo Luis Bonavia (supercopa)
El trofeo Luis Bonavia es la supercopa de fútbol sala de Gibraltar. Se celebra anualmente desde 2015 entre el ganador de la División 1 y de la Rock Cup de fútbol sala del año anterior.

#### Rock Cup de fútbol sala (copa nacional)
La Rock Cup de fútbol sala es la copa nacional de este deporte en Gibraltar, en ella participan equipos de todas las divisiones existentes. El campeón se clasifica para el Trofeo Luis Bonavia de la temporada siguiente desde la edición 2015.

#### Copa de la División 2
La Copa de la División 2 es una especie de  copa de liga que fue implementada en la temporada 2016-17.

#### Copa de la División 3
La Copa de la División 3 es una especie de  copa de liga que fue implementada en la temporada 2016-17.

#### Copa de la División 4
La Copa de la División 4 fue una especie de copa de liga que fue implementada en la temporada 2016-17. Desapareció junto con la División 4. 

### Sistema de competición
Todos los torneos de copa son jugados bajo el formato de eliminación directa a partido único. Todos los partidos son jugados en el Tercentenary Sports Hall.